# Вища нормальна школа (Париж)
Вища нормальна школа (фр. École normale supérieure) на вулиці Ульм у Парижі — один із найпрестижніших навчальних закладів Франції. Серед випускників школи 12 лауреатів Нобелівської премії, 9 нагороджені медаллю Філдса.

## Історія, статус і завдання
Вища нормальна школа була утворена 9 Брюмера III року Республіки (30 листопада 1794 року) декретом Національного Конвенту з метою підготовки висококваліфікованих викладачів.
ВНШ в Парижі є частиною Вищої нормальної школи разом з Вищою школою нормальної в Кашані та Вищою нормальної школою в Ліоні. Проте саме паризька ВНШ внаслідок тривалого терміну існування та її великого престижу, в законодавчих або нормативних текстах називається просто «Вищою нормальною школою» без уточнень, що йдеться саме про паризьку школу.
Нинішня ВНШ була створена в результаті злиття в 1985 році Паризької Вищої нормальної школи і Севрської жіночої Вищої нормальної школи. До злиття шкіл жінки мали право проходити конкурс в паризькій ВНШ. Два чудових приклади — Симона Вейль, що перейшла з жіночої ВНШ до паризької 1928 році, та жінка-академік Жаклін де Ромії — в 1933 році.
Зараз, відповідно до декрету від 26 серпня 1987 року, «Вища нормальна школа на високому культурному й науковому рівні освіти готує учнів до роботи в галузі фундаментальних або прикладних наукових досліджень, до викладання в університетах і на підготовчих курсах вищої школи, а також в середній освіті і, загалом, до служби в державній адміністрації та адміністративно-територіальних утвореннях, їхніх публічних установах і на підприємствах».

## Наука та освіта
Паризька ВНШ відрізняється від інших вищих шкіл Франції тим, що тут пропорційно займаються і гуманітарними, і природничими науками. Через це ВНШ складається з гуманітарного відділення та відділення природничих наук. У кожному відділенні є свій заступник директора (directeur adjoint) і директор навчальної частини.
- Відділення природничих наук
  - Кафедра біології
  - Кафедра хімії
  - Кафедра інформатики
  - Кафедра математики
  - Кафедра фізики
  - Кафедра «Земля-атмосфера-океан» (геологія, геофізика, географія)

- Відділення гуманітарних наук
  - Кафедра літератури та мов
  - Кафедра філософії
  - Кафедра наук про старовину
  - Кафедра соціальних наук
  - Кафедра географії
  - Кафедра історії
  - Кафедра когнітивних досліджень
  - Колектив «Історія і філософія науки» (Collectif Histoire et Philosophie des Sciences, CHPS)
  - Платформа «Навколишнє середовище» (Plateforme environnement)
  - Перехід мистецтв (La Passerelle des Arts)
  - Простір іноземних культур і мов (Espace des Cultures et Langues d'Ailleurs, ECLA)

## Директори школи
- Жером Каркопіно (1940-41, 1942-44)
- Жан Іпполіт (1954-63)
- Марк Мезар (з 2021 -)

## Відомі випускники
- Астрономи: Анрі Андуає, Даніель Шалонж і Жан Ковалевський
- Математики: Антон Давідоглу, Жан Гастон Дарбу, Еміль Борель, Еміль Пікар, Елі Жохеф та Анрі Картани, Жан Соломон Адамар, Андре Вейль, Рене-Луї Бер, Моріс Рене Фреше, Жан Д'єдонне, Клод Шевалле
- Мінералоги: Франсуа Сюльпіс Бьодан
- Історики: Шарль Сеньобос, Люсьєн Февр, Марк Блок, Жак Ле Гофф, Жак Ревель, Поль Азар, Едмон Фараль, Еманюель Ле Руа Ладюрі.
- Хімік і біолог: Луї Пастер
- Фізики: Жеремі Жозеф Бенуа Абріа, Поль Ульріш Віллар; нобелівські лауреати Габрієль Ліппман і П'єр Жиль де Жен
- Соціологи і філософи: Луї Альтюсер, Мішель Фуко, Жорж Дюмезіль, Еміль Дюркгайм, Жорж Фрідман, Тома Пікетті, Рене Вормс, Жан-Поль Сартр, Ален Бадью, Квентін Мейясу, Моріс Мерло-Понті, П'єр Бурдьє і Жак Дерріда
- Письменники, нобелівські лауреати Жан-Поль Сартр і Ромен Роллан
- Мовознавці: Клод Ажеж
- Педагоги: Роже Кузіне